# SBS 8 News
SBS 8 News (SBS 8 뉴스) ist eine südkoreanische Nachrichtensendung, die seit dem 9. Dezember 1991 auf SBS ausgestrahlt wird.

## Lokale Versionen
| Sender | Lokale Nachrichtensendung                                              | Zeit        |
| ------ | ---------------------------------------------------------------------- | ----------- |
| KNN    | KNN News eye                                                           | 20:25       |
| TBC    | TBC 8 News                                                             | 20:25       |
| UBC    | UBC Prime News                                                         | 20:25       |
| TJB    | TJB 8 NEWS                                                             | 20:25       |
| G1     | G1 8 News                                                              | 20:25       |
| CJB    | CJB 8 News (Montag bis Freitag) CJB News at 8:30 (Samstag und Sonntag) | 20:25 20:30 |
| JTV    | JTV 8 News                                                             | 20:25       |
| KBC    | KBC 8 News                                                             | 20:25       |
| JIBS   | JIBS 8 News now                                                        | 20:25       |

## Moderatoren
- Kim Hyun-woo (Montag bis Freitag)
- Choi Hye-rim (Montag bis Freitag)
- Kim Bum-joo (Samstag und Sonntag)
- Kim Min-hyung (Samstag und Sonntag)

### SBS Sports News
- Jang Ye-won (Montag bis Freitag)
- Kim Yoon-sang (Samstag und Sonntag)

### SBS Weather
- Lee Yeo-jin (Montag bis Freitag)
- Jeong Ju-hee (Samstag und Sonntag)